# جينزي
جينزي (بالصينية: 金泽镇) هي مدينة في منطقة تشينغبو في مقاطعة شنغهاي، في دولة الصين. وفقًا لتعداد عام 2017، بلغ عدد سكانها 60,800 نسمة، وتبلغ مساحتها 108.49 كيلومتر مربع (41.89 ميل مربع). تحدها مقاطعتان هما تشجيانغ وجيانغسو. بفضل وسائل النقل البرية والمائية المريحة، فهي مركز نقل مهم يربط بين شانغهاي وتشجيانغ وجيانغسو. تحيط بها مدن كثير

## معنى الاسم
مدينة جينزي والتي كانت تُعرف سابقًا باسم "بينينجلي" (بالصينية: 白苧里؛ باينينجلي). ووفقًا لبعض التقاليد الصينية يعود تسميتها إلى حصول المزارعين على حجر يتمتع بنفس لون الذهب.

## تاريخها
مرت مدينة جينزي الصينية على عدة احداث وتحولات عبر تاريخها الطويل منها :
- في عام 978، كانت تقع في أراضي إمبراطورية سونغ الشمالية (960-1127) ضمن نطاق مقاطعة هواتينغ (华亭县).
- في عام 1279، أنشأت إمبراطورية يوان (1271-1368) نظام المقاطعات للحفاظ على السيطرة على المنطقة الشاسعة، ووضعت جينزي ضمن ولاية سونغجيانغ (松江府) بمقاطعة تشجيانغ.
- في عام 1573، خلال حكم الإمبراطور وانلي (1573-1620) من أسرة مينغ (1368-1644)، تم إنشاء مقاطعة تشينغبو، وأصبحت جينزي جزءًا منها.
- في عام 1743، تم تأسيس أربع بلدات جديدة في عهد الإمبراطور تشيان لونغ (1736-1795) من أسرة تشينغ (1644-1911)، وأُلحِقت جينزي بسلطة بلدة Huashang. في عام 1909، تم تقسيم مقاطعة تشينغبو إلى 16 منطقة ذاتية الحكم، وكانت جينزي إحداها.
- في عام 1912، أصبحت جينزي بلدة بعد تأسيس جمهورية الصين، ثم في عام 1929، كانت المنطقة الخامسة ضمن تقسيم المقاطعة. وفي عام 1934، أصبحت تابعة للمنطقة الرابعة بعد دمج المناطق. في فبراير 1948، أصبحت جينزي بلدة.
- في يوليو 1949، تم تقسيم مقاطعة تشينغبو إلى 8 مناطق، وكانت جينزي واحدة منها. وفي مايو 1957، تأسست بلدة جينزي، ثم تغير اسمها في سبتمبر 1958 إلى "كومونة جينزي الشعبية".
- في مايو 1986، تمت ترقيتها إلى مدينة، وفي مارس 2004، تم دمج مدينتي شانغتا (商榻镇) وشيسين (西岑镇) اليها.[1]